# Sadowe (rejon kupiański)
Sadowe (ukr. Садове) – wieś na Ukrainie, w obwodzie charkowskim, w rejonie kupiańskim. W 2001 liczyła 59 mieszkańców, spośród których 57 posługiwało się językiem ukraińskim, a 2 rosyjskim.